# Requeil
Requeil est une commune française, située dans le département de la Sarthe en région Pays de la Loire, peuplée de 1 108 habitants.
La commune fait partie de la province historique du Maine, et se situe dans le Haut-Maine (Maine blanc).

## Géographie
Requeil est un village situé dans le Sud-Sarthe, dans le canton de Pontvallain.
| Oizé           | Yvré-le-Pôlin | Château-l'Hermitage              |
| Oizé, Mansigné | Requeil       | Château-l'Hermitage, Pontvallain |
| Mansigné       | Mansigné      | Pontvallain                      |

### Climat
Pour des articles plus généraux, voir Climat des Pays de la Loire et Climat de la Sarthe.
En 2010, le climat de la commune est de type climat océanique dégradé des plaines du Centre et du Nord, selon une étude du CNRS s'appuyant sur une série de données couvrant la période 1971-2000. En 2020, Météo-France publie une typologie des climats de la France métropolitaine dans laquelle la commune est exposée à un climat océanique et est dans la région climatique  Moyenne vallée de la Loire, caractérisée par une bonne insolation (1 850 h/an) et un été peu pluvieux. 
Pour la période 1971-2000, la température annuelle moyenne est de 11,3 °C, avec une amplitude thermique annuelle de 14,6 °C. Le cumul annuel moyen de précipitations est de 711 mm, avec 11,4 jours de précipitations en janvier et 6,9 jours en juillet. Pour la période 1991-2020, la température moyenne annuelle observée sur la station météorologique de Météo-France la plus proche, sur la commune de Luché-Pringé à 11 km à vol d'oiseau, est de 12,4 °C et le cumul annuel moyen de précipitations est de 658,2 mm,. Pour l'avenir, les paramètres climatiques de la commune estimés pour 2050 selon différents scénarios d'émission de gaz à effet de serre sont consultables sur un site dédié publié par Météo-France en novembre 2022.

## Urbanisme

### Typologie
Au 1er janvier 2024, Requeil est catégorisée bourg rural, selon la nouvelle grille communale de densité à sept niveaux définie par l'Insee en 2022.
Elle est située hors unité urbaine. Par ailleurs la commune fait partie de l'aire d'attraction du Mans, dont elle est une commune de la couronne,. Cette aire, qui regroupe 144 communes, est catégorisée dans les aires de 200 000 à moins de 700 000 habitants,.

### Occupation des sols
L'occupation des sols de la commune, telle qu'elle ressort de la base de données européenne d’occupation biophysique des sols Corine Land Cover (CLC), est marquée par l'importance des territoires agricoles (80,8 % en 2018), en diminution par rapport à 1990 (82,4 %). La répartition détaillée en 2018 est la suivante : 
terres arables (43,1 %), zones agricoles hétérogènes (22,7 %), forêts (16,2 %), prairies (15,1 %), zones urbanisées (3 %). L'évolution de l’occupation des sols de la commune et de ses infrastructures peut être observée sur les différentes représentations cartographiques du territoire : la carte de Cassini (XVIIIe siècle), la carte d'état-major (1820-1866) et les cartes ou photos aériennes de l'IGN pour la période actuelle (1950 à aujourd'hui).

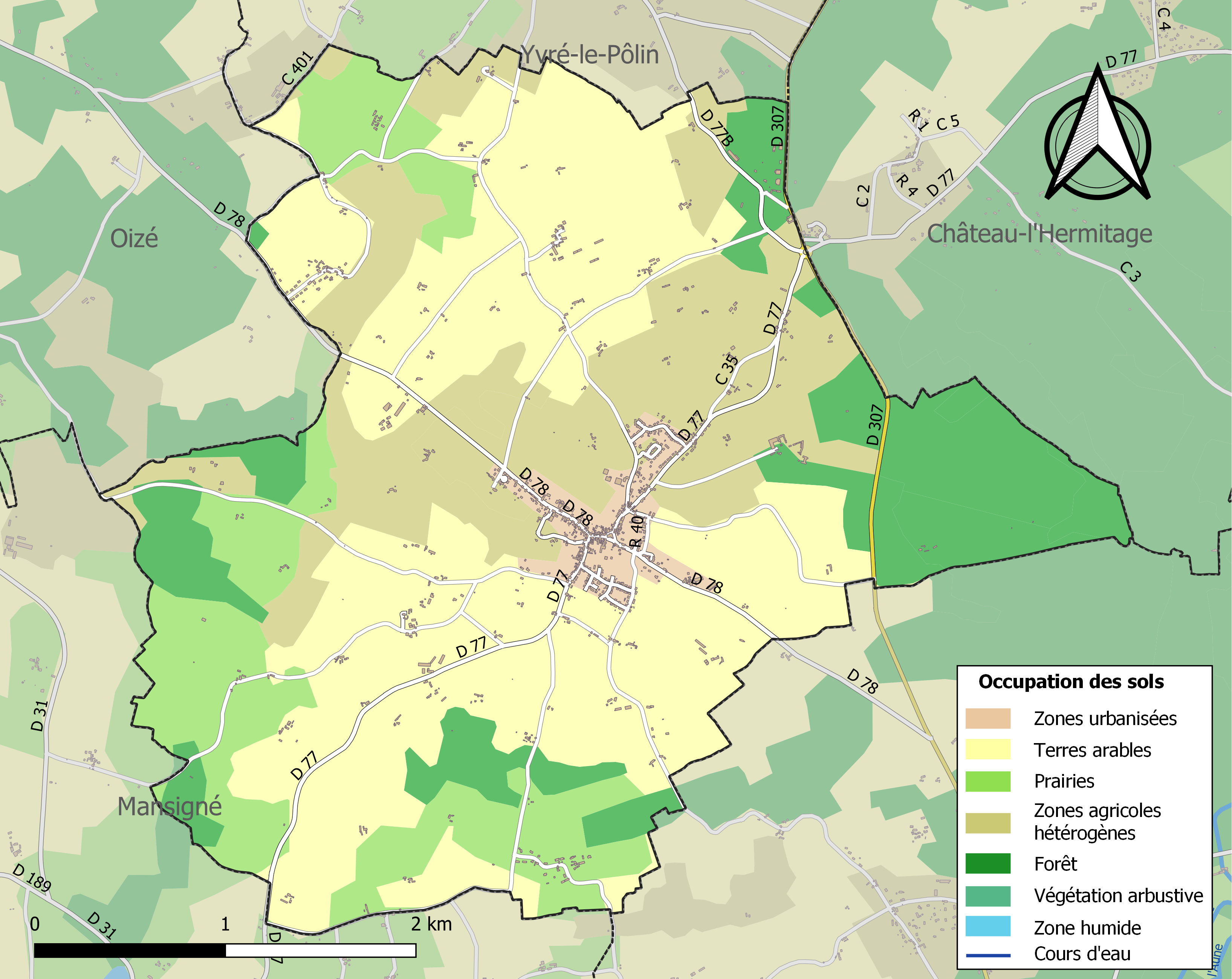
Carte des infrastructures et de l'occupation des sols de la commune en 2018 (CLC).

## Toponymie
Le nom de la localité est attesté sous les formes de Rescolio et de Resqul au XIe siècle, de Resquel au XIIe, de Resquil en 1220, de Resquilio en 1266, de Requeil vers 1330 et Recueil en 1367. L'origine du toponyme est incertaine. Charles Rostaing évoque pour partie le gaulois ialo, « clairière », tandis qu'Ernest Nègre émet l'hypothèse de l'ancien français escueil, « lieu où l'on se retire » qui pourrait faire référence à un ermitage ou monastère, avant attraction de rescueiller (« recevoir, rattraper ») et recueil (« récolte, refuge, abri »).
Le gentilé est Requeillois.

## Politique et administration
| Période                                  | Période   | Identité          | Étiquette | Qualité |
| ---------------------------------------- | --------- | ----------------- | --------- | ------- |
| 1989                                     | juin 2017 | Claude Leblanc    | PS        |         |
| juin 2017                                | En cours  | Christine Esnault |           |         |
| Les données manquantes sont à compléter. |           |                   |           |         |

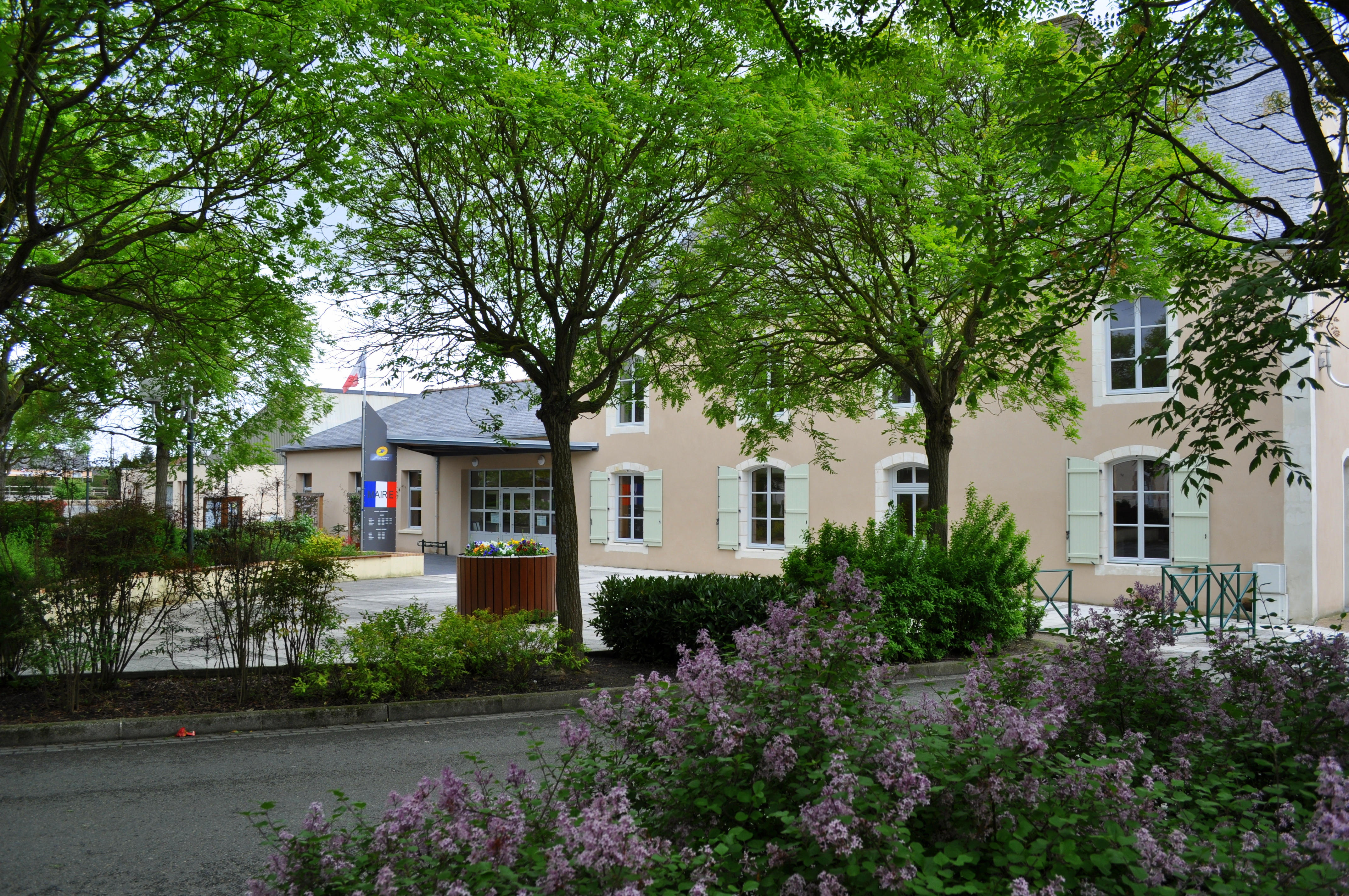
La mairie.

Le conseil municipal est composé de quinze membres dont le maire et trois adjoints.

## Démographie
L'évolution du nombre d'habitants est connue à travers les recensements de la population effectués dans la commune depuis 1793. Pour les communes de moins de 10 000 habitants, une enquête de recensement portant sur toute la population est réalisée tous les cinq ans, les populations de référence des années intermédiaires étant quant à elles estimées par interpolation ou extrapolation. Pour la commune, le premier recensement exhaustif entrant dans le cadre du nouveau dispositif a été réalisé en 2004.
En 2022, la commune comptait 1 108 habitants, en évolution de −8,43 % par rapport à 2016 (Sarthe : −0,25 %, France hors Mayotte : +2,11 %).
| 1793  | 1800  | 1806  | 1821  | 1831  | 1836  | 1841  | 1846  | 1851  |
| ----- | ----- | ----- | ----- | ----- | ----- | ----- | ----- | ----- |
| 1 098 | 1 114 | 1 106 | 1 200 | 1 147 | 1 180 | 1 140 | 1 127 | 1 117 |

| 1856  | 1861  | 1866  | 1872  | 1876  | 1881 | 1886 | 1891 | 1896 |
| ----- | ----- | ----- | ----- | ----- | ---- | ---- | ---- | ---- |
| 1 080 | 1 058 | 1 008 | 1 025 | 1 012 | 995  | 979  | 983  | 999  |

| 1901  | 1906 | 1911 | 1921 | 1926 | 1931 | 1936 | 1946 | 1954 |
| ----- | ---- | ---- | ---- | ---- | ---- | ---- | ---- | ---- |
| 1 023 | 988  | 934  | 891  | 875  | 858  | 808  | 811  | 799  |

| 1962 | 1968 | 1975 | 1982  | 1990  | 1999  | 2004  | 2006  | 2009  |
| ---- | ---- | ---- | ----- | ----- | ----- | ----- | ----- | ----- |
| 787  | 730  | 745  | 1 030 | 1 001 | 1 021 | 1 058 | 1 067 | 1 178 |

| 2014  | 2019  | 2022  | - | - | - | - | - | - |
| ----- | ----- | ----- | - | - | - | - | - | - |
| 1 213 | 1 142 | 1 108 | - | - | - | - | - | - |

## Lieux et monuments
- Église prieurale Saint-Pierre, des XIe, XIIe, XIIIe, XVIe et XIXe siècles, inscrite au titre des Monuments historiques depuis le 5 septembre 2012[25].
- Château de la Roche-Mailly, du XIXe siècle, partiellement inscrit au titre des monuments historiques depuis 1975[26], et son jardin d'agrément, inscrit à l'inventaire général du patrimoine culturel[27].
- Monument aux morts du 8-Mai-1945.

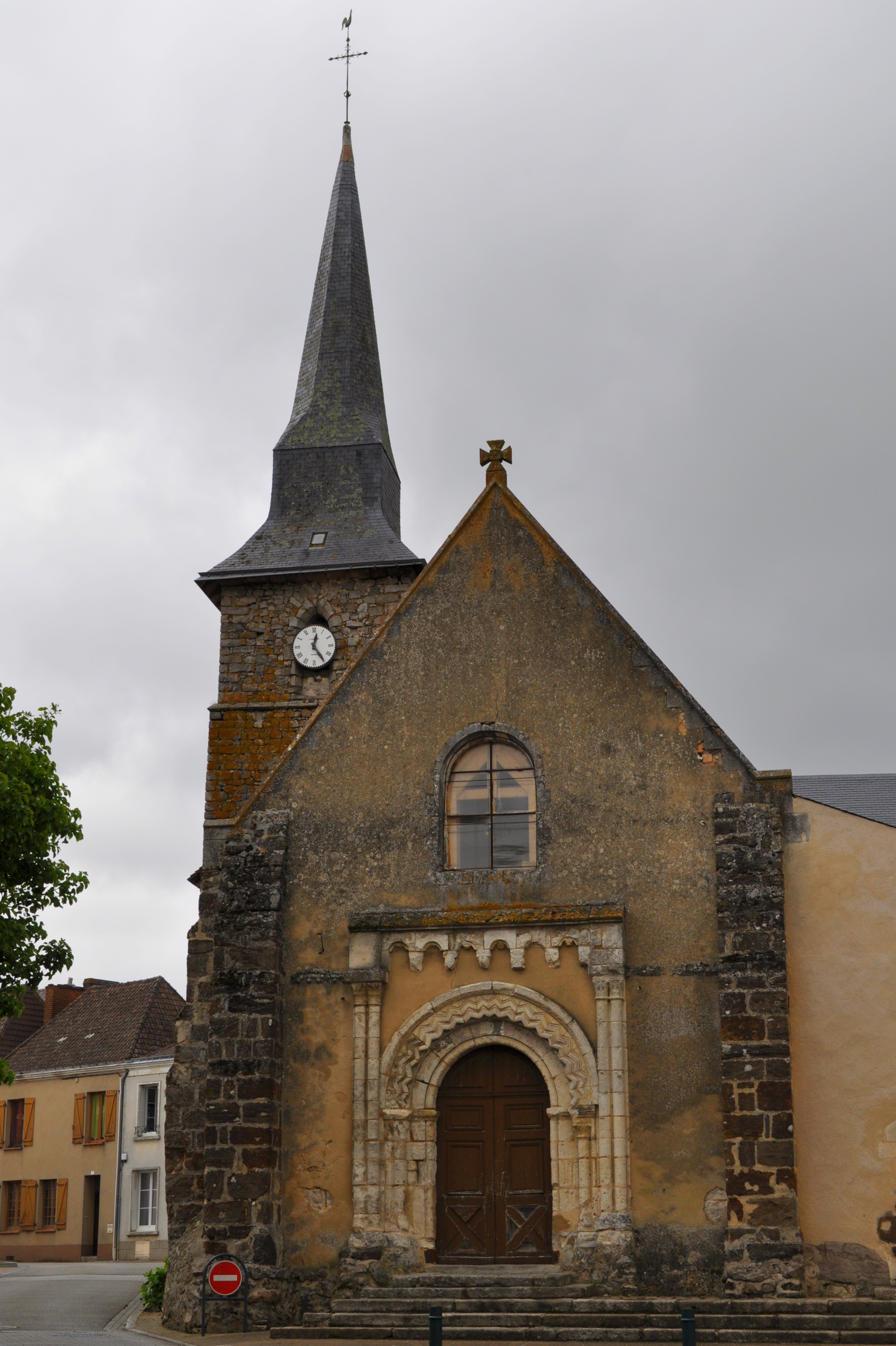
L'église Saint-Pierre.
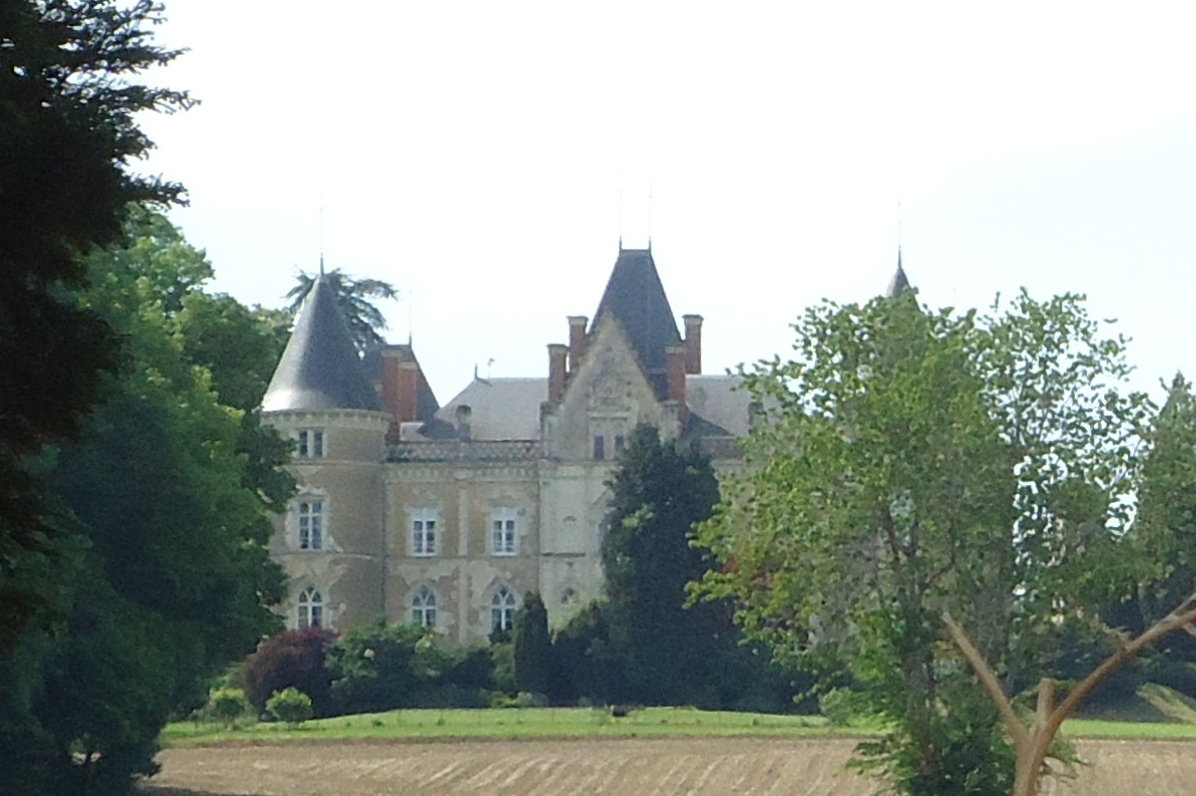
Le château de la Roche-Mailly.

## Activité et manifestations

### Sports
L'Association sportive de Requeil fait évoluer une équipe de football en division de district.

### Associations
- Club de billard.
- Batterie fanfare.

### Jumelages
- Visbek (Allemagne)[réf. nécessaire].

### Manifestations
- Vide-greniers du 1er mai.